# Henry Malherbe
Henry Malherbe, cunoscut și sub numele Henri Malherbe sau Henry Croisilles, (n. 4 februarie 1887, București, România – d. 7 martie 1958, Paris, Île-de-France, Franța) a fost un jurnalist și scriitor francez care a câștigat Premiul Goncourt în 1917.

## Biografie
Malherbe s-a născut la București. [1] La Paris a scris pentru ziarul Le Temps, [3] revista Excelsior, [4] și mai târziu pentru La Revue des vivant, („organul generației de război”), al cărui codirector a fost împreună cu Henry de Jouvenel. [ 5]
Malherbe a luptat în Primul Război Mondial. În 1919 a fost co-fondator și primul președinte al Association des écrivains combattants. [N 2] În 1953, asociația a înființat Premiul Henry Malherbe pentru eseuri în onoarea sa. [2] În 1917, Malherbe a câștigat Premiul Goncourt pentru romanul La flamme au poing, [2].

## Opera
- Paul Hervieu E. Sansot & cie, 1912
- La Flamme au poing, 1917 (premiul Goncourt)
- Le Jugement dernier, Éditions de la Sirène, 1920
- La Rocque : un chef, des actes, des idées, suivi de documents sur les doctrines de la rénovation nationale Librairie Plon, 1934
- La passion de la Malibran, A. Michel, 1937
- Richard Wagner révolutionnaire A. Michel, 1938
- Aux États-Unis, printemps du monde, A. Michel, 1945
- Franz Schubert, son amour, ses amitiés, A. Michel, 1949
- Carmen Michel, 1951